# Lake No
Lake No är en sjö i Sydsudan. Den ligger i den centrala delen av landet, 500 kilometer norr om huvudstaden Juba. Lake No ligger 396 meter över havet. Arean är 100 kvadratkilometer. Den sträcker sig 8,1 kilometer i nord-sydlig riktning, och 18,6 kilometer i öst-västlig riktning.